# Bilston Viaduct
Der Bilston Viaduct ist eine ehemalige Eisenbahnbrücke in der schottischen Ortschaft Loanhead in der Council Area Midlothian. 1971 wurde das Bauwerk in die schottischen Denkmallisten in der höchsten Kategorie A aufgenommen.

## Geschichte
Möglicherweise existierte am selben Ort eine hölzerne Vorgängerbrücke. Der heutige Bilston Viaduct wurde 1873 nach einjähriger Bauzeit fertiggestellt. Er führte die Edinburgh, Loanhead and Roslin Railway über die bewaldete Schlucht des Baches Bilston Burn. Im Jahre 1892 wurde die Brücke grundlegend umgestaltet. Mit der Schließung der Bahnstrecke wurde sie obsolet und verblieb ungenutzt. 1999 wurde der Viadukt restauriert und für Fußgänger freigegeben. Die Gesamtkosten beliefen sich auf 1,5 Mio. £.

## Beschreibung
Die stählerne Fachwerkbrücke liegt am Südrand der Ortschaft Loanhead. Ehemals wurde die Edinburgh, Loanhead and Roslin Railway eingleisig über den Viadukt geführt. Nach Einstellung des Bahnbetriebs wurde zwischenzeitlich eine Fahrbahn aus Stahlbeton eingerichtet. Die Brücke weist eine Breite von 4,6 m bei einer Pfeilhöhe von 42,7 m auf.